# Joana de Blois-Châtillon
Joana de Blois-Châtillon (em francês:  Jeanne; 1253 — Blois, 19 ou 29 de janeiro de 1291) foi uma nobre francesa. Ela deteve em direito próprio (suo jure) os títulos de condessa de Blois, Châteaudun, Chartres, Dunois e de Perche, além de senhora de Avesnes e Guise. Foi condessa de Alençon pelo seu casamento com Pedro I, Conde de Alençon.

## Família
Joana foi a única filha do conde João I de Blois-Châtillon e de Alice da Bretanha, senhora de Pontarcy e de Brie-Comte-Robert.
Os seus avós paternos foram Hugo I de Châtillon e de Maria de Avesnes. Os seus avós maternos foram João I, Duque da Bretanha e Branca de Navarra.

## Biografia
Joana recebeu o condado de Chartres do pai, enquanto ele era vivo. Mais tarde, ela vendeu-o para o rei Filipe IV de França, em 1286.
Em fevereiro de 1263, foi realizado um tratado de casamento, em Paris, entre Joana e Pedro, filho do rei Luís IX de França e de Margarida da Provença. Eles se casaram em 1272, tendo a condessa aproximadamente 19 anos, e o seu noivo, cerca de 21.

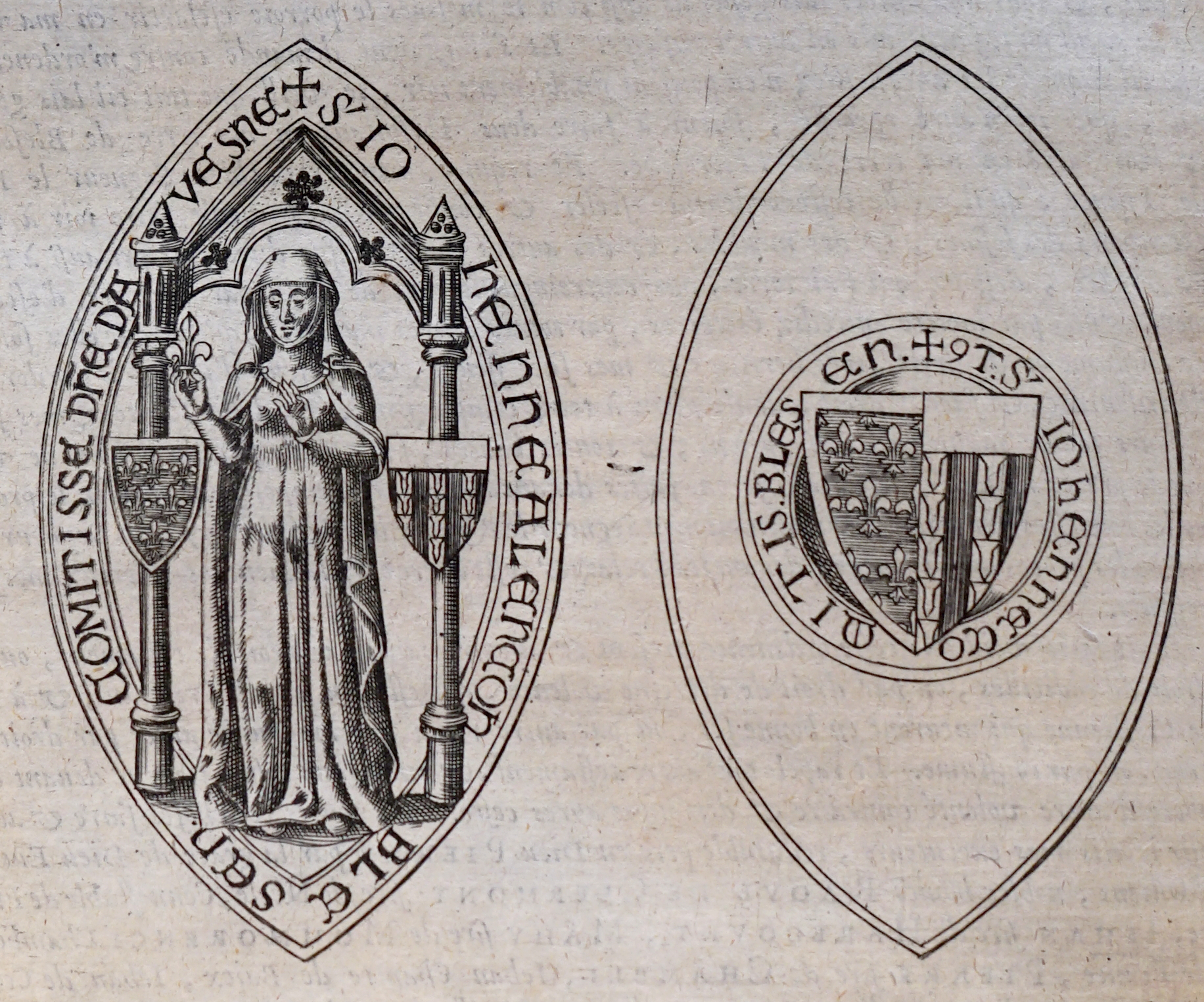
Selo de 1264 da condessa Joana, localizado na Biblioteca Municipal de Reims.

Eles tiveram apenas dois filhos, que morreram jovens.
Sem descendência, a condessa deixou o condado de Blois e o senhorio de Avesnes para o seu primo, Hugo II de Blois, filho de Guido II de Saint-Pol e de Matilde de Brabante.
A condessa finalizou o seu testamento em 9 de janeiro de 1291, e adoeceu no final do mês, sofrendo de pleurisia. Joana faleceu em janeiro do mesmo ano, no dia 19 ou 29. Apeser de ter pedido, um dia antes de sua morte, que seu corpo fosse enterrado na Igreja dos Cordeliers, em Paris, e o seu coração no Couvent des Jacobins de la rue Saint-Jacques, seu corpo foi sepultado na abadia de La Guiche, na comuna de Chouzy-sur-Cisse, onde está o seu túmulo sem epitáfio, junto aos dos seus pais, fundadores da abadia, e o seu coração foi transportado para os Convento dos Jacobinos. 

## Descendência
- Luís de Alençon (1272 – 1272/73), foi inicialmente enterrado na Abadia de Royaumont, e transferido para a Basílica de Saint-Denis, em 1791;
- Filipe de Alençon (1274 – 1275), foi inicialmente enterrado na Abadia de Royaumont, e transferido para a Basílica de Saint-Denis, em 1791.